# Gentle Mates
Gentle Mates est un club d'esport français créé le 2 janvier 2023 sous le nom SBG et annoncé officiellement le 13 avril 2023. Il est fondé par le trio Corentin « Gotaga » Houssein, Kevin « BrokyBrawks » Georges et Lucas « Squeezie » Hauchard.
La structure est présente sur les jeux League of Legends, Rocket League, Valorant, Teamfight Tactics, Fortnite, Age of Empires IV, Call of Duty et Call of Duty: Warzone.
Gentle Mates a une association non affiliée de supporters nommée The Green Suits.

## Historique
Le 2 janvier 2023 une nouvelle équipe nommée SBG fait son apparition sur le circuit Valorant lors des VALORANT Challengers France. Composée de 5 français, Logan « logaN » Corti, Nathan « nataNk » Bocqueho, Jonathan « TakaS » Paupard, Beyazıt « beyAz » Körpe et Wailers « Wailers » Locart, cette nouvelle équipe se fait appeler les Supra Beaux Gosses et est accompagné d’un logo simple : un personnage cachant son identité tenant un drapeau vert avec SBG dessus. Le 14 janvier, le streamer Gotaga poste sur son twitter (nouvellement X) le logo sans aucune explication. Dans la foulée, le compte Twitter "LEC Wooloo", géré par un journaliste d'investigation, dévoile que SBG sont les initiales de Squeezie, Brawks, Gotaga. Il n’y aura pas d’annonce officielle à la suite de ce leak.
Le 12 mars 2023, l’équipe SBG remporte le titre de champion de France sur Valorant, tout juste 2 mois après sa création.
Le 13 avril 2023, le trio d’influenceur annonce officiellement avoir créé l’équipe SBG, qui s’appellera Gentle Mates,. Ils ont créé Gentle Mates pour partager leurs passions communes pour l’esport et le divertissement, en construisant une structure qui reflète leur vision authentique et créative du milieu compétitif. Le lendemain, il annonce un roster sur Fortnite.
En juin, l’équipe Valorant remporte son deuxième trophée. La même équipe remporte en juillet le VTC Ascention et se qualifie pour la ligue européenne du même jeu.
Le 3 septembre, Gentle Mates s’agrandit avec l’arrivée de Enzo « Enzosx » Bordonzotti et Mathieu « L3S Coco » Nencioni sur le jeu Teamfight Tactics.
L’année se termine avec l’acquisition en décembre du slot de LFL de LDLC-OL et l’arrivée en janvier du club sur League of Legend. Dans la foulée de l’annonce, une équipe Rocket League est annoncée sur le circuit des RLCS. L’équipe Rocket League est sponsorisée par Alpine, qui devient partenaire du club.
Le 22 mars 2024, M8 recrute le français Alexis « MarineLorD » Eusebio et annonce leurs arrivée sur la scène d’Age of Empires. Tout juste une semaine après, Gentle Mates crée l’exploit sur Rocket League en remportant dès leurs première participation, le major de Copenhague du split1.
En septembre, Xavier Oswald est nommé directeur général de Gentle Mates.
Gotaga et Brawks, anciens joueurs professionnels de la franchise Call of Duty, nourrissaient depuis le début l'idée de monter une équipe sur ce jeu. En décembre 2024, ils concrétisent ce projet en intégrant officiellement la franchise américaine sans dépenser les 25 millions de dollars demandé en début d'année,. Pour environ 1 million de dollars, ils récupèrent le slot des Los Angeles Guerrillas.

## League of Legends

### Histoire
Gentle Mates s'engage dans la scène League of Legends en 2024 en acquérant la place en Ligue Française de League of Legends (LFL) précédemment détenue par LDLC OL.

#### Saison 2024
Pour leur première saison en LFL, Gentle Mates aligne un roster composé de Onurcan "Ragner" Aslan (toplane), Aslan "White" Panglose (jungle), Jérémy "Eika" Valdenaire (midlane), Jeong "BAO" Hyeon-woo (botlane) et Kamil "kamilius" Košťál (support). L'équipe termine la saison régulière du Spring Split à la 6ᵉ place, se qualifiant ainsi pour les playoffs. Ils atteignent la 3ᵉ place lors de ces playoffs, ce qui leur permet de participer aux EMEA Masters. Cependant, leur parcours européen est de courte durée, l'équipe étant éliminée après la phase de groupes avec une 9ᵉ/12ᵉ place au classement final.
Avant le Summer Split, Gentle Mates effectue un changement stratégique en remplaçant Eika par le midlaner coréen Jeong "Mireu" Jo-bin. Malheureusement, ce changement n'apporte pas les résultats escomptés. L'équipe lutte pour trouver sa cohésion et termine la saison régulière à la 8ᵉ place, échouant ainsi à se qualifier pour les playoffs et les EMEA Masters.
Face à ces performances décevantes, Gentle Mates décide de restructurer son équipe en vue de la saison 2025. L'organisation annonce le départ de l'intégralité de son effectif 2024, joueurs et staff compris, et prépare une reconstruction autour de l'ancien midlaner Eika. De nouvelles recrues sont annoncées, dont Panagiotis "Empyros" Tantis (toplane), Lanzo "Zicssi" Ciajolo (jungle), Markos "Comp" Stamkopoulos (botlane) et Robert "Erdote" Nowak (support). Cette refonte vise à redynamiser l'équipe et à retrouver les sommets de la compétition.
En parallèle, Gentle Mates participe au Red Bull League of Its Own 2024, un événement majeur réunissant des équipes prestigieuses telles que T1, G2 Esports et la Karmine Corp. Cette participation souligne l'ambition de l'organisation de s'impliquer dans les grands rendez-vous de la scène esportive.

### Roster
| Nat.                  | Pseudo  | Nom                 | Rôle    | Date d'entrée   |
| --------------------- | ------- | ------------------- | ------- | --------------- |
| Drapeau de la Grèce   | Empyros | Panagiotis Tantis   | Top     | 4 Décembre 2024 |
| Drapeau de la France  | Zicssi  | Lanzo Ciajolo       | Jungle  | 4 Décembre 2024 |
| Drapeau de la France  | Eika    | Jérémy Valdenaire   | Mid     | 4 Décembre 2024 |
| Drapeau de la Grèce   | Comp    | Markos Stamkopoulos | Bot     | 4 Décembre 2024 |
| Drapeau de la Pologne | Erdote  | Robert Nowak        | Support | 4 Décembre 2024 |

| Drapeau de la France | Lounet  | Léo Maurice        | Manager         | 4 Décembre 2024 |
| Drapeau de la France | GotoOne | Adrien Picard      | Head Coach      | 4 Décembre 2024 |
| Drapeau de la France | Nalkya  | Clement Guillemard | Assistant Coach | 4 Décembre 2024 |
| Drapeau de la France | Krakmo  | Mathias Laborde    | Analyste        | 4 Janvier 2024  |

### Résultats et statistiques

#### Résultats
| Saison | Région | Tier | Tournoi             | Résultats | Cash Prize | M-W-L        |
| ------ | ------ | ---- | ------------------- | --------- | ---------- | ------------ |
| 2024   |        | B    | LFL Spring          | Top 3     | 3000€      | 21 - 12 - 11 |
| 2024   |        | A    | EMEA Masters Spring | Top 9-12  | 2000€      | 13 - 8 - 5   |
| 2024   |        | B    | LFL Summer          | Top 8     | 0€         | 18 - 4 - 14  |
| 2024   |        | B    | Coupe de France     | Top 5-8   | 500€       | 2 - 1 - 1    |
| 2025   |        | B    | LFL Winter          | Top 6     | 0€         | 7 - 4 - 3    |
| 2025   |        | B    | LFL Spring          | Top 3     | -€         | 13 - 6 - 7   |
| 2025   |        | A    | EMEA Masters Spring | Top 5-8   | 3000€      | 5 - 3 - 2    |

#### Statistiques en Ligue
(Au 17 Juin 2025)
| Saison | Ligue | LFL Winter | LFL Winter | LFL Winter | Playoffs Winter | Playoffs Winter | Playoffs Winter | EMEA Masters Winter | EMEA Masters Winter | EMEA Masters Winter | LFL Spring | LFL Spring | LFL Spring | Playoffs Spring | Playoffs Spring | Playoffs Spring | EMEA Masters Spring | EMEA Masters Spring | EMEA Masters Spring | LFL Summer | LFL Summer | LFL Summer | Playoffs Summer | Playoffs Summer | Playoffs Summer | EMEA Masters Summer | EMEA Masters Summer | EMEA Masters Summer | Coupe de France | Coupe de France | Coupe de France | Finale | Finale | Finale | Total | Total | Total |
| Saison | Ligue | M          | W          | L          | M               | W               | L               | M                   | W                   | L                   | M          | W          | L          | M               | W               | L               | M                   | W                   | L                   | M          | W          | L          | M               | W               | L               | M                   | W                   | L                   | M               | W               | L               | M      | W      | L      | M     | W     | L     |
| ------ | ----- | ---------- | ---------- | ---------- | --------------- | --------------- | --------------- | ------------------- | ------------------- | ------------------- | ---------- | ---------- | ---------- | --------------- | --------------- | --------------- | ------------------- | ------------------- | ------------------- | ---------- | ---------- | ---------- | --------------- | --------------- | --------------- | ------------------- | ------------------- | ------------------- | --------------- | --------------- | --------------- | ------ | ------ | ------ | ----- | ----- | ----- |
| 2024   | LFL   | -          | -          | -          | -               | -               | -               | -                   | -                   | -                   | 18         | 8          | 10         | 3               | 2               | 1               | 13                  | 8                   | 5                   | 18         | 4          | 14         | -               | -               | -               | -                   | -                   | -                   | 2               | 1               | 1               | -      | -      | -      | 54    | 23    | 31    |
| 2025   | LFL   | 7          | 4          | 3          | -               | -               | -               | -                   | -                   | -                   | 11         | 6          | 5          | 2               | 0               | 2               | 5                   | 3                   | 2                   | -          | -          | -          | -               | -               | -               | -                   | -                   | -                   | -               | -               | -               | -      | -      | -      | -     | -     | -     |

## Valorant

### Histoire
Valorant est un jeu vidéo compétitif de tir à la première personne (FPS) développé et publié par Riot Games, lancé le 2 juin 2020. Conçu principalement pour l'eSport, Valorant combine des mécaniques de tir tactique avec des éléments de jeu de rôle, dans lesquels les joueurs incarnent des "agents" possédant des capacités uniques. Le jeu se distingue par sa forte composante stratégique et sa précision mécanique, et a rapidement gagné une place centrale dans le monde de l’eSport grâce à sa compétitivité et à son soutien constant de la part de Riot Games.

#### Saison 2023
L'équipe s'est rapidement imposée sur la scène compétitive de Valorant, remportant consécutivement les deux splits du VALORANT Challengers France (VCL) et se qualifiant pour l'Ascension EMEA, tournoi de promotion vers l'élite européenne.
Gentle Mates a dominé la scène française en remportant les deux splits du VCL France. Lors du Split 2, l'équipe a battu Mandatory en finale (3-2), après une série palpitante en cinq cartes. LogaN a été élu MVP de la finale, confirmant sa forme exceptionnelle.
En juin 2023, Gentle Mates a participé au tournoi VCT Ascension EMEA, compétition réunissant les meilleures équipes des ligues nationales européennes. Après une phase de groupes solide, l'équipe a surmonté une défaite initiale en playoffs pour remonter le bracket et atteindre la finale. Dans un affrontement décisif contre Apeks, les Français ont remporté la série 3-0, décrochant ainsi leur place dans la VCT EMEA League pour les saisons 2024 et 2025.
Gentle Mates s'est distinguée par son esprit d'équipe, sa résilience et son approche stratégique. L'équipe a su surmonter des défis internes, notamment après le départ de leur ancien meneur de jeu, en adoptant des méthodes d'entraînement plus collaboratives et en retrouvant le plaisir de jouer. Cette dynamique a été cruciale pour leur succès en fin de saison.
La saison 2023 de Gentle Mates a marqué une ascension fulgurante sur la scène européenne de Valorant. En moins de six mois, l'équipe a remporté deux titres nationaux et s'est qualifiée pour l'élite européenne, établissant ainsi une base solide pour les saisons à venir.

#### Saison 2024
Gentle Mates a entamé la saison avec une victoire 2-0 contre BBL Esports, grâce notamment à une performance exceptionnelle de nataNk sur Phoenix. Cependant, l'équipe a ensuite enchaîné plusieurs défaites, dont une contre la Karmine Corp, mettant en lumière des difficultés d'adaptation au plus haut niveau européen.
La deuxième phase de la saison n'a pas permis à Gentle Mates de redresser la barre. Avec un bilan de 3 victoires pour 6 défaites, l'équipe n'a pas réussi à se qualifier pour les playoffs, concluant ainsi une saison décevante.
Face à ces résultats décevants, Gentle Mates a décidé de procéder à une restructuration en vue de la saison 2025. Cela inclut le recrutement d'un nouveau head coach et des ajustements au sein du roster pour renforcer l'équipe.
La saison 2024 a été une année d'apprentissage difficile pour Gentle Mates sur Valorant. Malgré un début prometteur, l'équipe n'a pas réussi à s'imposer sur la scène européenne, mettant en évidence la nécessité d'une adaptation continue au plus haut niveau de compétition.

### Roster
| Nat.                          | Pseudo   | Nom             | Rôle    | Date d'entrée   |
| ----------------------------- | -------- | --------------- | ------- | --------------- |
| Drapeau de la Turquie         | Comeback | Berkcan Şentürk | Joueur  | 6 Juin 2025     |
| Drapeau de l'Allemagne        | Proxh    | Yusuf Emre Tunc | Joueur  | 13 Mai 2025     |
| Drapeau de la Tchécoslovaquie | Minny    | Patrick Hušek   | Joueur  | 4 Décembre 2024 |
| Drapeau de la Pologne         | KamyK    | Maks Rychlewski | Joueur  | 19 Mars 2025    |
| Drapeau de la France          | Veqaj    | Sylvain Pattyn  | Joueur  | 13 Mai 2025     |
| Drapeau de l'Allemagne        | Click    | Hayden Ali      | (Bench) | 4 Décembre 2024 |
| Drapeau de la Suède           | Zyppan   | Pontus Eek      | (Bench) | 4 Décembre 2024 |

| Drapeau de l'Espagne   | Goked     | Alex Kie                 | Coach           | 4 Décembre 2024 |
| Drapeau de l'Espagne   | McJuankar | Juan Carlos Mesa Ciruelo | Coach Assistant | 4 Décembre 2024 |
| Drapeau de la France   | Eternity  | Irwin Chaumette          | Manager         | 4 Décembre 2024 |
| Drapeau du Royaume-Uni | jtay      | Josh Taylor              | Analyste        | 4 Décembre 2024 |

### Résultats et statistiques

#### Résultats
| Saison | Tier      | Tournoi                               | Résultats | Cash Prize | M - W - L   |
| ------ | --------- | ------------------------------------- | --------- | ---------- | ----------- |
| 2023   | B         | Valorant Challengers France : Split 1 | Top 1     | 7000€      | 20 - 16 - 4 |
| 2023   | B         | Valorant Challengers France : Split 2 | Top 1     | 7000€      | 20 - 15 - 5 |
| 2023   | A         | VCT Ascension EMEA                    | Top 1     | 30000€     | 9 - 6 - 3   |
| 2024   | S         | VCT Kickoff EMEA                      | Top 7-9   | -€         | 2 - 0 - 2   |
| 2024   | S         | VCT Stage 1 EMEA                      | Top 7-8   | -€         | 5 - 2 - 3   |
| 2024   | S         | VCT Stage 2 EMEA                      | Top 9     | -€         | 5 - 1 - 4   |
| 2024   | Showmatch | Heretics XP #2                        | Top 1     | -€         | 1 - 1 - 0   |
| 2025   | S         | VCT Kickoff EMEA                      | Top 7-8   | -€         | 4 - 2 - 2   |
| 2025   | S         | VCT Stage 1 EMEA                      | Top 11-12 | -€         | 5 - 1 - 4   |
| 2025   | Qualifier | EWC 2025 : Qualifier                  | Top 6     | -€         | 4 - 2 - 2   |
| 2025   | B         | BtcTurk GameFest                      | Top 1     | 25116$     | 2 - 2 - 0   |
| 2025   | S         | VCT Stage 2 EMEA                      | A Venir   | -€         | 5 - 0 - 4   |

#### Statistiques en Ligue
(Au 24 avril 2025)
| Saison | Ligue      | VCL Split 1 | VCL Split 1 | VCL Split 1 | VCL Split 2 | VCL Split 2 | VCL Split 2 | VCT EMEA Ascension | VCT EMEA Ascension | VCT EMEA Ascension | VCT EMEA Kickoff | VCT EMEA Kickoff | VCT EMEA Kickoff | VCT EMEA Stage 1 | VCT EMEA Stage 1 | VCT EMEA Stage 1 | VCT EMEA Stage 2 | VCT EMEA Stage 2 | VCT EMEA Stage 2 | Total | Total | Total |
| Saison | Ligue      | M           | W           | L           | M           | W           | L           | M                  | W                  | L                  | M                | W                | L                | M                | W                | L                | M                | W                | L                | M     | W     | L     |
| ------ | ---------- | ----------- | ----------- | ----------- | ----------- | ----------- | ----------- | ------------------ | ------------------ | ------------------ | ---------------- | ---------------- | ---------------- | ---------------- | ---------------- | ---------------- | ---------------- | ---------------- | ---------------- | ----- | ----- | ----- |
| 2023   | VCL France | 20          | 16          | 4           | 20          | 15          | 5           | 9                  | 6                  | 3                  | -                | -                | -                | -                | -                | -                | -                | -                | -                | 49    | 37    | 12    |
| 2024   | VCT EMEA   | -           | -           | -           | -           | -           | -           | -                  | -                  | -                  | 2                | 0                | 2                | 5                | 2                | 3                | 5                | 1                | 4                | 12    | 3     | 9     |
| 2025   | VCT EMEA   | -           | -           | -           | -           | -           | -           | -                  | -                  | -                  | 4                | 2                | 2                | 5                | 1                | 4                | 5                | 0                | 4                | 14    | 3     | 10    |

## Rocket League

### Histoire

#### 2024
Gentle Mates a fait son entrée dans l’écosystème Rocket League en 2024, avec le soutien de son partenaire principal Alpine. Le roster initial se compose de Seikoo, Juicy et Itachi, sous la direction de l’entraîneur Eversax. L’équipe débute la saison avec des performances solides lors des qualifications européennes, se classant 2ᵉ lors du Qualifier 1, avant de terminer 5ᵉ/8ᵉ lors des Qualifiers 2 et 3.
Le premier tournoi majeur de la saison se déroule à Copenhague, où Gentle Mates réalise une performance exceptionnelle en remportant le titre. En finale, l’équipe surmonte G2 Esports sur un score de 4-2, s’imposant ainsi comme une force montante sur la scène internationale.
Lors du deuxième Major à Londres, Gentle Mates atteint les demi-finales, se classant 3ᵉ/4ᵉ après une défaite contre Team Falcons. L’équipe continue de démontrer sa compétitivité au plus haut niveau européen.
Au Championnat du Monde RLCS 2024, Gentle Mates atteint les quarts de finale, se classant dans le top 8 mondial après une défaite contre Oxygen.
L’équipe participe également à la Esports World Cup 2024, où elle termine dans le top 9-12 après une défaite contre Chiefs Esports Club.
À la fin de la saison, Itachi quitte l’équipe et est remplacé par Radosin pour la saison 2025. Gentle Mates continue de viser l’excellence sur la scène Rocket League, consolidant sa place parmi les meilleures équipes européennes.

### Roster
| Nat.                 | Pseudo | Nom             | Rôle   | Date d'entrée  |
| -------------------- | ------ | --------------- | ------ | -------------- |
| Drapeau de la France | Juicy  | Charles Sabiani | Joueur | 4 Janvier 2024 |
| Drapeau de la France | Yujin  | Liam Daillac    | Joueur | 12 Avril 2025  |
| Drapeau de la France | Seikoo | Enzo Grondin    | Joueur | 4 Janvier 2024 |

| Drapeau de la Belgique | Eversax | Benjamin Wagner | Coach   | 4 Janvier 2024  |
| Drapeau de la France   | Azox    | Thomas Albanese | Manager | 4 Décembre 2024 |

| \| Nat. \| Pseudo \| Nom \| Rôle \| Date d'entrée \| \| ---- \| ------ \| --------------- \| ------ \| -------------- \| \| \| Juicy \| Charles Sabiani \| Joueur \| 4 Janvier 2024 \| |        |                 |        |                |
| Nat. | Pseudo | Nom             | Rôle   | Date d'entrée  |
| Drapeau de la France | Juicy  | Charles Sabiani | Joueur | 4 Janvier 2024 |

### Résultats et statistiques

#### Résultats
| Saison | Région | Tier | Tournoi                  | Résultats | Cash Prize |
| ------ | ------ | ---- | ------------------------ | --------- | ---------- |
| 2024   | EU     | A    | Copenhague Open 1        | Top 2     | 12000€     |
| 2024   | EU     | A    | Copenhague Open 2        | Top 5-8   | 3000€      |
| 2024   | EU     | A    | Copenhague Open 3        | Top 5-8   | 3000€      |
| 2024   | World  | S    | Copenhague Major         | Top 1     | 75000€     |
| 2024   | EU     | A    | Londres Open 4           | Top 2     | 12000€     |
| 2024   | EU     | A    | Londres Open 5           | Top 3-4   | 6000€      |
| 2024   | EU     | A    | Londres Open 6           | Top 5-8   | 3000€      |
| 2024   | World  | S    | Londres Major            | Top 3-4   | 27000€     |
| 2024   | EU     | C    | The Unofficial 2v2 Major | Top 2     | -€         |
| 2024   | World  | S    | EWC 2024                 | Top 9-12  | 10000€     |
| 2024   | World  | S    | World Championship 2024  | Top 7-8   | 66000€     |
| 2025   | EU     | A    | Birmingham Open 1        | Top 5-6   | 3600€      |
| 2025   | EU     | A    | Birmingham Open 2        | Top 9-12  | 1800€      |
| 2025   | EU     | A    | Birmingham : Open 3      | Top 13-16 | 1350€      |
| 2025   | EU     | A    | Birmingham Open (1v1)    | Top 3-4   | 5000€      |
| 2025   | EU     | A    | Raleigh Open 4           | Top 3-4   | 6000€      |
| 2025   | EU     | A    | Raleigh Open 5           | Top 5-6   | 3600€      |
| 2025   | EU     | A    | Raleigh Open 6           | Top 3-4   | 6000€      |
| 2025   | World  | S    | Raleigh Major            | A Venir   | -€         |

#### Statistiques en Ligue
(Au 1 Juin 2025)
| Saison | Ligue   | Major 1 Open | Major 1 Open | Major 1 Open | Major 1 | Major 1 | Major 1 | Major 2 Open | Major 2 Open | Major 2 Open | Major 2 | Major 2 | Major 2 | World Championship | World Championship | World Championship | Total | Total | Total |
| Saison | Ligue   | M            | W            | L            | M       | W       | L       | M            | W            | L            | M       | W       | L       | M                  | W                  | L                  | M     | W     | L     |
| ------ | ------- | ------------ | ------------ | ------------ | ------- | ------- | ------- | ------------ | ------------ | ------------ | ------- | ------- | ------- | ------------------ | ------------------ | ------------------ | ----- | ----- | ----- |
| 2024   | RLCS EU | 24           | 17           | 7            | 6       | 6       | 0       | 26           | 18           | 8            | 6       | 4       | 2       | 6                  | 3                  | 3                  | 68    | 48    | 20    |
| 2025   | RLCS EU | 29           | 20           | 9            | /       | /       | /       | 34           | 24           | 10           | -       | -       | -       | -                  | -                  | -                  | -     | -     | -     |

| Saison | Ligue   | Major 1 Open | Major 1 Open | Major 1 Open | Major 1 | Major 1 | Major 1 | World Championship | World Championship | World Championship | Total | Total | Total |
| Saison | Ligue   | M            | W            | L            | M       | W       | L       | M                  | W                  | L                  | M     | W     | L     |
| ------ | ------- | ------------ | ------------ | ------------ | ------- | ------- | ------- | ------------------ | ------------------ | ------------------ | ----- | ----- | ----- |
| 2025   | RLCS EU | 19           | 16           | 3            | /       | /       | /       | /                  | /                  | /                  | 19    | 16    | 3     |

## Call of Duty

### Histoire

#### Saison 2025
La saison 2025 de Gentle Mates en Call of Duty League (CDL) s'est caractérisée par une série de changements stratégiques et une performance en demi-teinte, malgré une forte présence médiatique.
Gentle Mates, a poursuivi son partenariat avec les Los Angeles Guerrillas, rebaptisés LA Guerrillas M8. Cette collaboration a renforcé la visibilité de l'équipe, notamment lors du Major 1 à Madrid, où l'affluence a été record grâce à la communauté francophone.
Le roster a connu plusieurs ajustements :
Priestahh (Preston Greiner), ancien champion du monde, a été remplacé par le jeune talent Lunarz (Noah Whillock), âgé de 22 ans, en février 2025. Skyz (Cesar Bueno), champion du monde en 2023, a quitté Gentle Mates en mars 2025 pour rejoindre OpTic Texas.
Ces changements ont visé à dynamiser l'équipe, mais n'ont pas suffi à inverser la tendance.
La saison a été marquée par une série de défaites : Un bilan de 6 victoires pour 26 défaites en matchs de groupe. Des éliminations précoces lors des Majors 1, 2 et 3, avec des classements dans les bas du tableau.
Une absence de qualification pour les World Championship en raison de performances insuffisantes.
Malgré une saison 2025 difficile, Gentle Mates demeure une organisation influente dans l'écosystème Call of Duty, grâce à son partenariat avec les LA Guerrillas M8 et son engagement dans d'autres titres compétitifs. Les ajustements opérés en cours de saison laissent entrevoir une volonté de rebondir lors des prochaines compétitions.

### Roster
| Nat.                   | Pseudo  | Nom                 | Rôle    | Date d'entrée   |
| ---------------------- | ------- | ------------------- | ------- | --------------- |
| Drapeau de la France   | Lynz    | Thomas Gregorio     | (Bench) | 4 Décembre 2024 |
| Drapeau des États-Unis | KiSMET  | Matthew Tinsley     | Joueur  | 4 Décembre 2024 |
| Drapeau des États-Unis | Lunarz  | Noah Whillock       | Joueur  | 18 Février 2025 |
| Drapeau des États-Unis | OJohnny | Giancarlos Carrasco | Joueur  | 2 Avril 2025    |
| Drapeau des États-Unis | FeLo    | Tyler Johnson       | Joueur  | 2 Avril 2025    |

| Drapeau des États-Unis | Dreal  | Ehsan Javed    | Coach | 4 Décembre 2024 |
| Drapeau de l'Écosse    | MarkyB | Mark Bryceland | Coach | 4 Décembre 2024 |

### Résultats et statistiques

#### Résultats
| Saison | Tier | Tournoi              | Résultats | Cash Prize |
| ------ | ---- | -------------------- | --------- | ---------- |
| 2025   | S    | Call Of Duty: League | Top 11    | /          |
| 2025   | S    | Minor 1              | Top 9-12  | -€         |
| 2025   | S    | Major 1              | Top 9-12  | -€         |
| 2025   | S    | Minor 2              | Top 5-8   | -€         |
| 2025   | S    | Major 2              | Top 9-12  | -€         |
| 2025   | S    | Major 3              | Top 9-12  | -€         |
| 2025   | S    | Major 4              | Top 7-8   | 7500€      |

#### Statistiques en Ligue
(Au 25 mai 2025)
| Saison | Ligue               | League | League | League | Minor 1 | Minor 1 | Minor 1 | Major 1 | Major 1 | Major 1 | Minor 2 | Minor 2 | Minor 2 | Major 2 | Major 2 | Major 2 | Major 3 | Major 3 | Major 3 | Major 4 | Major 4 | Major 4 | World Championship | World Championship | World Championship | Total | Total | Total |
| Saison | Ligue               | M      | W      | L      | M       | W       | L       | M       | W       | L       | M       | W       | L       | M       | W       | L       | M       | W       | L       | M       | W       | L       | M                  | W                  | L                  | M     | W     | L     |
| ------ | ------------------- | ------ | ------ | ------ | ------- | ------- | ------- | ------- | ------- | ------- | ------- | ------- | ------- | ------- | ------- | ------- | ------- | ------- | ------- | ------- | ------- | ------- | ------------------ | ------------------ | ------------------ | ----- | ----- | ----- |
| 2025   | Call of Duty League | 24     | 4      | 20     | 1       | 0       | 1       | 1       | 0       | 1       | 2       | 1       | 1       | 1       | 0       | 1       | 1       | 0       | 1       | 2       | 1       | 1       | /                  | /                  | /                  | 32    | 6     | 26    |

## Warzone

### Histoire
L'équipe M8 recrute Enkeo, Gromalok et hallow pour former leur équipe Warzone.

### Roster
| \| Nat. \| Pseudo \| Nom \| Rôle \| Date d'entrée \| \| ---- \| -------- \| -------------- \| ------ \| ------------- \| \| \| Enkeo \| Enzo Giorgi \| Joueur \| 7 Avril 2025 \| \| \| Gromalok \| Valentin Lafon \| Joueur \| 7 Avril 2025 \| \| \| Hallow \| Tom Lejeune \| Joueur \| 7 Avril 2025 \| |          |                |        |               |
| Nat. | Pseudo   | Nom            | Rôle   | Date d'entrée |
| Drapeau de la France | Enkeo    | Enzo Giorgi    | Joueur | 7 Avril 2025  |
| Drapeau de la France | Gromalok | Valentin Lafon | Joueur | 7 Avril 2025  |
| Drapeau de la France | Hallow   | Tom Lejeune    | Joueur | 7 Avril 2025  |

## Age of Empires IV

### Histoire

#### Saison 2024
La saison 2024 d’Age of Empires IV pour Gentle Mates a marqué une étape significative dans l’histoire de l’équipe française. En mars 2024, la structure a annoncé son entrée dans la scène compétitive du jeu de stratégie en temps réel en recrutant Alexis « MarineLorD » Eusebio, ancien champion du monde de StarCraft II et vainqueur du tournoi Red Bull Wololo: Legacy 2022 .
Sous la direction de MarineLorD, Gentle Mates a connu une année 2024 couronnée de succès, remportant plusieurs tournois majeurs.
Ces performances ont consolidé la position de Gentle Mates parmi les meilleures équipes d’Age of Empires IV. Leur palmarès impressionnant témoigne de leur engagement et de leur expertise dans le jeu.

### Roster
| \| Nat. \| Pseudo \| Nom \| Rôle \| Date d'entrée \| \| ---- \| ---------- \| -------------- \| ------ \| ------------- \| \| \| MarineLord \| Alexis Eusebio \| Joueur \| 22 Mars 2024 \| |            |                |        |               |
| Nat. | Pseudo     | Nom            | Rôle   | Date d'entrée |
| Drapeau de la France | MarineLord | Alexis Eusebio | Joueur | 22 Mars 2024  |

### Statistiques
| Saison | Tournoi                                       | M  | MW | ML | Résultats  |
| ------ | --------------------------------------------- | -- | -- | -- | ---------- |
| 2024   | The Elite Classic II                          | 2  | 2  | 0  | Top 1      |
| 2024   | Rising Empires Weeklies 71: The Warchief Club | 6  | 6  | 0  | Top 1      |
| 2024   | Beast of the Hill                             | 2  | 1  | 1  | Top 6 - 10 |
| 2024   | Energy's Slapfest #2                          | 6  | 5  | 1  | Top 2      |
| 2024   | Rising Empires Weeklies 75: The Warchief Club | 3  | 2  | 1  | Top 2      |
| 2024   | Beast of the Hill #2                          | 4  | 4  | 0  | Top 2      |
| 2024   | Masters Of Realms                             | 5  | 5  | 0  | Top 1      |
| 2024   | King of Dry Arabia #1                         | 5  | 3  | 2  | Top 4      |
| 2024   | Red Bull Wololo: El Reinado                   | 1  | 1  | 0  | Top 1      |
| 2025   | EGC Masters Winter                            | 6  | 5  | 1  | Top 2      |
| 2025   | KillerPigeon's Midweek Muster #17             | 5  | 5  | 0  | Top 1      |
| 2025   | KillerPigeon's Midweek Muster #18             | 5  | 5  | 0  | Top 1      |
| 2025   | The Elite Classic III                         | 10 | 9  | 1  | Top 1      |

## TeamFight Tactics

### Histoire

#### Saison 2023
La saison 2023 de Gentle Mates sur Teamfight Tactics (TFT) marque les débuts de la structure française dans le milieu compétitif de ce jeu de stratégie développé par Riot Games.
Le 3 septembre 2023, Gentle Mates annonce son entrée dans l'univers de TFT en recrutant deux joueurs français : Enzo « Enzosx » Bordonzotti et Mathieu « L3S Coco » Nencioni. Enzosx, classé 11e au classement GSC Points, et L3S Coco, anciennement chez Solary et classé 6e, sont des talents reconnus sur la scène compétitive française .
Dès leur entrée en compétition, les deux joueurs se distinguent par leurs performances. Lors de la Coupe de France du Set 10, Enzosx remporte le titre, tandis que L3S Coco termine à la deuxième place, réalisant ainsi un doublé pour Gentle Mates .
Les statistiques de la saison 2023 montrent une progression constante de l'équipe, avec plusieurs classements dans le top 10 lors des tournois majeurs tels que la Golden Spatula Cup et la Hex League .
La saison 2023 a permis à Gentle Mates de se faire un nom sur la scène européenne de TFT. Avec des performances solides et une équipe stable, la structure semble bien positionnée pour continuer à évoluer et à viser des titres internationaux dans les saisons à venir.

#### Saison 2024
La saison 2024 de Teamfight Tactics (TFT) pour Gentle Mates a été marquée par une stabilité dans son roster, avec une équipe composée de joueurs expérimentés tels que L3S Coco, Enzosx et l'ajout de Jedusor en février 2025. Cette constance a permis à l'équipe de maintenir un niveau de performance élevé, notamment en France et en Europe.
Gentle Mates a continué à dominer la scène française de TFT en 2024. En février, Enzosx a remporté la Coupe de France, devançant son coéquipier L3S Coco, qui a terminé à la deuxième place, assurant ainsi un doublé pour l'équipe. Cette victoire a renforcé leur position de leaders sur le territoire national.
Sur la scène européenne, l'équipe a également montré sa compétitivité. Lors de la Golden Spatula Cup #1 du Set 11, L3S Coco a terminé à la première place, tandis qu'Enzosx a atteint le top 80. Jedusor, quant à lui, a continué à impressionner en terminant 4ᵉ du Macao Open et en remportant la Tactician’s Cup de septembre, consolidant sa réputation sur la scène internationale.
La saison 2024 a permis à Gentle Mates de consolider sa position sur la scène européenne de TFT. Avec un roster stable et des performances solides, l'équipe semble bien préparée pour relever de nouveaux défis et viser des titres internationaux dans les saisons à venir.

### Roster
| \| Nat. \| Pseudo \| Nom \| Rôle \| Date d'entrée \| \| ---- \| -------- \| ------------------- \| ------ \| ---------------- \| \| \| Enzosx \| Enzo Bordonzotti \| Joueur \| 3 Septembre 2023 \| \| \| L3S Coco \| Mathieu Nencioni \| Joueur \| 3 Septembre 2023 \| \| \| Jedusor \| Valentin Villarubla \| Joueur \| 11 Février 2025 \| |          |                     |        |                  |
| Nat. | Pseudo   | Nom                 | Rôle   | Date d'entrée    |
| Drapeau de la France | Enzosx   | Enzo Bordonzotti    | Joueur | 3 Septembre 2023 |
| Drapeau de la France | L3S Coco | Mathieu Nencioni    | Joueur | 3 Septembre 2023 |
| Drapeau de la France | Jedusor  | Valentin Villarubla | Joueur | 11 Février 2025  |

### Résultats
| Saison | Tier | Set | Tournoi                                    | Résultats L3S Coco | Résultats Enzosx | Résultats Jedusor |
| ------ | ---- | --- | ------------------------------------------ | ------------------ | ---------------- | ----------------- |
| 2023   | B    | 9   | Runeterra Reforged - Golden Spatula Cup #3 | Top 18             | Top 107          | /                 |
| 2023   | C    | 9   | Hex League: Set 9.5                        | Top 9              | /                | /                 |
| 2023   | A    | 9   | Runeterra Reforged - Finals                | Top 14             | /                | /                 |
| 2023   | S    | 10  | TFT : Vegas Open                           | Top 37             | Top 183-196      | /                 |
| 2023   | D    | 10  | Hex Tour: Ultimate Maestro                 | Top 1              | Top 48           | /                 |
| 2024   | B    | 10  | Remix Rumble - Golden Spatula Cup #1       | Top 60             | Top 89           | /                 |
| 2024   | D    | 10  | Hex Tour: Fresh Cup                        | Top 6              | Top 20           | /                 |
| 2024   | B    | 10  | Remix Rumble - Golden Spatula Cup #2       | Top 100            | Top 92           | /                 |
| 2024   | C    | 10  | Hex Tour: Set 10 - Coupe de France         | Top 2              | Top 1            | /                 |
| 2024   | A    | 10  | Remix Rumble - Finals                      | /                  | Top 9            | /                 |
| 2024   | D    | 11  | Hex Tour: Gamers Assembly                  | Top 7              | Top 16           | /                 |
| 2024   | B    | 11  | Inkborn Fables - Golden Spatula Cup #1     | Top 1              | Top 80           | /                 |
| 2024   | D    | 11  | Hex Tour: NémaCup                          | Top 1              | Top 7            | /                 |
| 2024   | B    | 11  | Inkborn Fables - Golden Spatula Cup #2     | Top 65             | Top 48           | /                 |
| 2024   | C    | 11  | Hex Tour: Set 11 - Coupe de France         | Top 8              | Top 3            | /                 |
| 2024   | B    | 11  | Inkborn Fables - Golden Spatula Cup #3     | Top 19             | Top 21           | /                 |
| 2024   | A    | 11  | Inkborn Fables - Finals                    | Top 21             | Top 8            | /                 |
| 2024   | B    | 12  | Magic n' Mayhem: EMEA Tactician's Cup #1   | Top 4              | Top 26           | /                 |
| 2024   | B    | 12  | Magic n' Mayhem: EMEA Tactician's Cup #2   | Top 4              | Top 23           | /                 |
| 2024   | Qual | 12  | Magic n' Mayhem: EMEA Tactician Trials #3  | /                  | Top 39           | /                 |
| 2024   | B    | 12  | Magic n' Mayhem: EMEA Tactician's Cup #3   | Top 20             | Top 75           | /                 |
| 2024   | A    | 12  | Magic n' Mayhem: EMEA Golden Spatula       | Top 31             | Top 9            | /                 |
| 2024   | S    | 12  | TFT : Macao Open                           | Top 321-384        | Top 321-384      | /                 |
| 2025   | B    | 13  | Into the Arcane: EMEA Tactician's Cup #1   | Top 1              | Top 70           | /                 |
| 2025   | B    | 13  | Into the Arcane: EMEA Tactician's Cup #2   | Top 8              | Top 18           | Top 33            |
| 2025   | A    | 13  | Into the Arcane: EMEA Golden Spatula       | Top 14             | Top 25           | Top 4             |
| 2025   | S    | 13  | Into the Arcane: Tacticians Crown          | Top 10             | /                | Top 2             |
| 2025   | B    | 14  | Cyber City: EMEA Tactician's Cup #1        | Top 21             | Top 42           | Top 34            |
| 2025   | B    | 14  | Cyber City: EMEA Tactician's Cup #2        | Top 9              | Top 55           | Top 8             |
| 2025   | B    | 14  | Cyber City: EMEA Tactician's Cup #3        | Top 3              | Top 60           | Top 41            |

## Fortnite

### Roster
| Nat.                                        | Pseudo    | Nom               | Rôle   | Date d'entrée   |
| ------------------------------------------- | --------- | ----------------- | ------ | --------------- |
| Drapeau de la France                        | PodaSai   | Salman Mehdid     | Joueur | 14 Avril 2023   |
| Drapeau de l'Ukraine                        | Vanyak3kk | Vanya Sakach      | Joueur | 13 Juin 2024    |
| Drapeau de la France                        | Akiira    | Kenzo Leroux      | Joueur | 4 Décembre 2024 |
| Drapeau de la Lettonie                      | Merstach  | Andrejs Piratovs  | Joueur | 4 Décembre 2024 |
| Drapeau de la France                        | xsweeze   | Cyprien Dumonteil | Joueur | 4 Décembre 2024 |
| Drapeau du Mexique · Drapeau des États-Unis | Pollo     | Miguel Moreno     | Joueur | 8 Avril 2025    |
| Drapeau du Danemark                         | MariusCOW | Marius Wendt      | Joueur | 8 Avril 2025    |
| Drapeau de la Russie · Drapeau de la Serbie | Swizzy    | Egor Luciko       | Joueur | 8 Avril 2025    |
| Drapeau de l'Ukraine                        | P1ng      | Heorhii Stoianov  | Joueur | 15 Juillet 2025 |
| Drapeau de la Russie                        | Malibuca  | Danila Iakovenko  | Joueur | 15 Juillet 2025 |

| Drapeau de la France | Ketzon | Florian Besson    | Coach | 14 Avril 2023 |
| Drapeau de la France | Nikof  | Nicolas Frejavise | Head  | 14 Avril 2023 |

## Palmarès général
| League of Legends (0) | Valorant (3) | Rocket League (1) | Call of Duty (0) |
| --- | --- | --- | ---------------- |
| | - VCT Ascension : - Vainqueur en 2023 - VCL France : - Vainqueur Split 1 en 2023 - Vainqueur Split 2 en 2023 | - RLCS Major (3v3) : - Vainqueur Copenhague Major en 2024 |                  |
| Fortnite (21) | Teamfight Tactics (6) | Age of Empires IV (7) | Warzone (0)      |
| - FNCS : - Vainqueur Major 2 - Grand-Finals - EU en 2025 - Vainqueur Major 3 - Semi-Finals 2 - EU en 2024 - Vainqueur Major 2 - Group 3 - NAC en 2025 - FNCS DIVISION 1 FINALS : - Vainqueur C6S2 Week 1 - EU en 2025 - Vainqueur C6S2 Week 2 - EU en 2025 - Vainqueur C6S2 Week 4 - EU en 2025 - Vainqueur C6S3 Week 1 - EU en 2025 - PERFOMANCE ÉVALUATION : - Vainqueur C5S2 Session 2 - EU en 2024 - Vainqueur C5S4 Session 3 - EU en 2024 - Vainqueur C6S2 Session 7 - EU en 2025 - Vainqueur C6S2 Session 9 - EU en 2025 - Vainqueur C6S3 Week 3 - NA en 2025 - RELOAD PERFOMANCE ÉVALUATION : - Vainqueur C6S2 Session 3 - NAC en 2025 - Vainqueur C6S2 Session 4 - EU en 2025 - TRIOS CASH CUP : - Vainqueur C5S4 Week 1 - EU en 2024 - RELOAD SQUADS VICTORY CUP : - Vainqueur C5S4 Session 1 - EU en 2024 - SOLO VICTORY CASH CUP : - Vainqueur C5S3 Session 3 en 2024 - TRIOS ZB VICTORY CASH CUP : - Vainqueur C5S2 Week 4 - ME en 2023 - DREAMHACK : - Vainqueur Summer 2023 Heat 1 en 2023 - ESL : - Vainqueur November Cup 2 - EU en 2024 - FNCS SHOWDOWN : - Vainqueur C6S3 Session 2 - EU en 2025 | - SET 10 - REMIX RUMBLE - Vainqueur du Ultimate Maestro (HEX TOUR) en 2023 - Vainqueur de la Coupe de France (HEX TOUR) en 2024 - SET 11 - INKBORN FABLES - Vainqueur de la NémaCup (HEXTOUR) en 2024 - Vainqueur de la Golden Spatula 1 (EMEA) en 2024 - SET 13 - INTO THE ARCANE - Vainqueur de la Tactician's Cup 1 (EMEA) en 2025 - KING OF FIELDS 95 : - Vainqueur en 2024 | - THE ELITE CLASSIC - Vainqueur en 2024 et 2025 - MASTERS OF REALMS - Vainqueur en 2024 - RB WOLOLO : EL REINADO - Vainqueur en 2024 - REW 71: TWC - Vainqueur en 2024 - KPMM #17 - Vainqueur en 2025 - KPMM #18 - Vainqueur en 2025 |                  |